# Microrregión de Adamantina
La microrregión de Adamantina es una de las microrregiones del estado brasilero de São Paulo perteneciente a la mesorregión Presidente Prudente. Su población fue estimada en 2006 por el IBGE en 150.269 habitantes y está dividida en catorce municipios. Posee un área total de 3.658,582 km².

## Municipios
- Adamantina
- Flora Rica
- Flórida Paulista
- Inúbia Paulista
- Irapuru
- Lucélia
- Mariápolis
- Osvaldo Cruz
- Pacaembu
- Parapuã
- Pracinha
- Rinópolis
- Sagres
- Salmourão

- Datos: Q2410370